# Jaworowa Szczelina
Jaworowa Szczelina – jaskinia, a właściwie schronisko, w Dolinie Kościeliskiej w Tatrach Zachodnich. Wejście do niej znajduje się w Wąwozie Kraków, w pobliżu Płaśni między Progi, poniżej Dziury nad Żlebem i Krakowskiego Schronu, na wysokości 1240 metrów n.p.m. Długość jaskini wynosi 6,5 metrów, a jej deniwelacja 4,5 metrów.

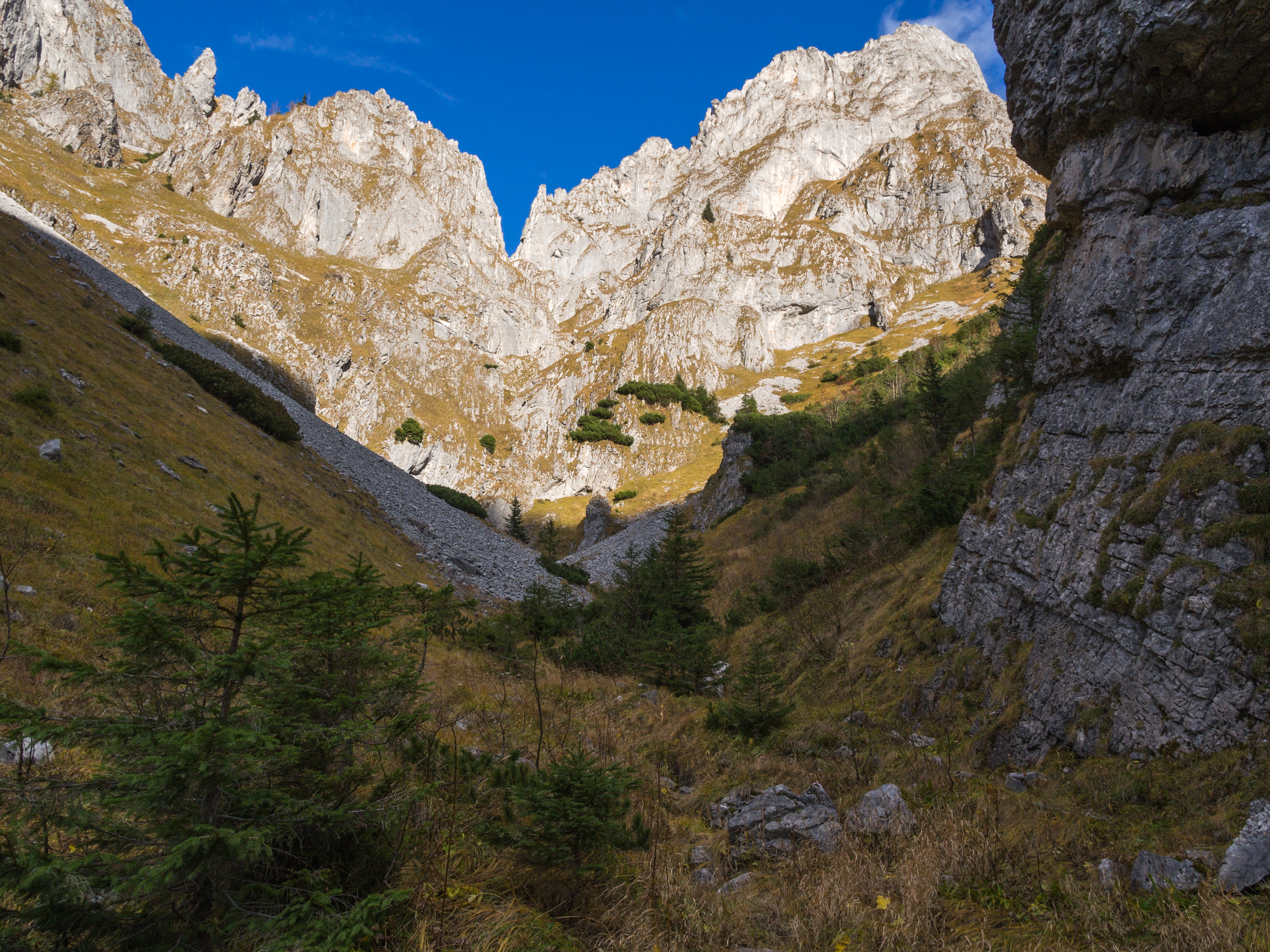
Płaśń między Progi w Wąwozie Kraków

## Opis jaskini
Jaskinię stanowi idący bardzo stromo do góry, szczelinowy korytarzyk zaczynający się w wysokim otworze wejściowym. Przy jego końcu odchodzi w górę 1-metrowy kominek.

## Przyroda
W jaskini brak jest nacieków. Na ścianach rosną mchy, porosty i paprocie.

## Historia odkryć
Brak jest danych o odkrywcach jaskini. Jej pierwszy plan i opis sporządziła I. Luty przy pomocy J. Pośpiech w 1994 roku.